# Деформівність

Вигляд зразків після руйнування:
(a) при відсутності деформівності;
(b) із середньою деформівністю;
(c) з високою деформівністю.

Деформі́вність (англ. ductility, deformability) — властивість тіла змінювати форму або розміри під впливом прикладених сил чи нагрівання.
У матеріалознастві деформівність конкретно вказує на здатність матеріалу деформуватися під зусиллям розтягування і часто характеризується здатністю матеріалу витягуватися до форми довгого стрижня. Матеріали з високими показниками відносного видовження, відносного звуження і ударної в'язкості зазвичай характеризуються високою здатністю до сприйняття деформації.
За деформівністю метали розміщаються в такій послідовності (від більшої до меншої): золото, срібло, платина, залізо, нікель, мідь, алюміній, цинк, олово, свинець.
Ковкість, виходячи із технологічних основ обробки тиском, більшою мірою належить до здатності матеріалу деформуватися при стисненні, це часто характеризуються здатністю матеріалу до набуття форми тонких пластин при куванні чи вальцюванні.
Деформівність і ковкість не завжди корелюють одна з одною: наприклад, золото і деформівний і ковкий метал, тоді як свинець проявляє себе лише як ковкий матеріал. Дуже часто термін «деформівність» використовується у відношенні до обох концепцій, оскільки вони дуже схожі. Коли треба підтвердити, що деформівність вживається у смислі «ковкість» часто вживають поняття «технологічна деформівність» як сукупність деформівності, опору деформації та інших технологічних характеристик в умовах конкретного процесу обробки тиском.
Технологічна деформівність металів визначається при технологічних випробуваннях. Деякі методи технологічних випробувань на деформованість матеріалів (технологічні проби) стандартизовані.
Деформівність заготовки при пресуванні, вальцюванні, штампуванні, волочінні і т. д. називається, відповідно, пресованістю, вальцованістю, штампованістю, протягуваністю і т. д.
Кількісною мірою деформівності служать показники або критерії деформівності  — умовні величини оцінювання деформівності при заданому способі навантаження та стану матеріалу. Деформівність при куванні визначають за осадкою між плитами гладких або надрізаних, зразків. Деформівність при вальцюванні  — вальцюванням клинових зразків з надрізами і без них на кромках або прошиванням конічних чи циліндричних зразків з гальмуванням (при вальцюванні труб). При листовому штампуванні  — витискуванням ковпачків (за Еріксеном), гідростатичним видавлюванням та іншими методами витягування ковпачків із заготовок різної форми. При згинанні і формуванні  — за допомогою випробовувань на згинання.